# A Magyar Királyság pártjainak listája
Ez a lista a Magyar Királyság első, mai, modern értelemben vett politikai pártjától a királyság teljes eltörléséig (1840-es évektől 1945-ig) politikai pártjait tartalmazza.

## A kiegyezés előtt
| Név              | Ideológia                                                                   | Alapítva | Feloszlatva | parlamenti jelenlét | Megjegyzés                                                                                          |
| ---------------- | --------------------------------------------------------------------------- | -------- | ----------- | ------------------- | --------------------------------------------------------------------------------------------------- |
| Centralisták     | klasszikus liberalizmus centralizmus                                        | 1843     | 1849        | 1843–1849           | mindvégig parlamenti frakcióként működtek, valódi párttá sohasem szerveződtek                       |
| Konzervatív Párt | liberális konzervativizmus                                                  | 1846     | 1849        | 1846–1849           | az első modern értelemben vett politikai párt Magyarországon; 1849-ben beolvadt az Ellenzéki Pártba |
| Ellenzéki Párt   | klasszikus liberalizmus liberális nacionalizmus                             | 1847     | 1849        | 1847–1849           | Az 1848-as országgyűlési választások nyertese, kormánypárt                                          |
| Békepárt         | békekötés az osztrákokkal                                                   | 1848     | 1849        | 1848–1849           | sosem volt „valódi” párt, csak azonos állásponton lévők tömörülése                                  |
|                  |                                                                             |          |             |                     | |
| Felirati Párt    | Klasszikus liberalizmus „Korai 48-as”                                       | 1861     | 1861        | 1861                | az 1861-es választások nyertese                                                                     |
| Határozati Párt  | „49-es” klasszikus liberalizmus radikális liberalizmus közjogi radikalizmus | 1861     | 1861        | 1861                | |
| Szélsőbal        | Kezdetben „48-as” Később „67-es”                                            | 1861     | 1861        | 1861                | a Határozati Párt balszárnya (frakció)                                                              |

## A kiegyezés után
| Név                                  | Ideológia                           | Alapítva    | Feloszlatva | parlamenti jelenlét                             | Megjegyzés |
| ------------------------------------ | ----------------------------------- | ----------- | ----------- | ----------------------------------------------- | --- |
| Szélsőbal                            | Kezdetben „48-as” Később „67-es”    | 1861        | 1874        | 1861, 1865–1874                                 | a Határozati Párt, majd Balközép Párt balszárnya, 1868-ban alakult önálló párttá; 1874-ben beolvadt a Negyvennyolcas Függetlenségi Pártba                                                                                            |
| Deák-párt                            | Kezdetben „48-as” Később „67-es”    | 1865        | 1875        | 1865–1875                                       | Az 1865-ös, 1869-es és 1872-es választások nyertese, kormánypárt 1875-ben egyesült a Balközép Párttal „Szabadelvű Párt” néven |
| Balközép Párt                        | Mérsékelt „48-as”                   | 1865        | 1875        | 1867–1875                                       | 1875-ben egyesült a Deák-párttal „Szabadelvű Párt” néven |
| Szabadelvű Párt                      | Klasszikus liberalizmus „67-es”     | 1875        | 1906        | 1875–1906                                       | Az 1875-ös, 1878-as, 1881-es, 1884-es, 1887-es, 1892-es, 1896-os és 1901-es választások nyertese, mindvégig kormánypárt. Az 1905-ös választásokon elszenvedett veresége közel egy évig tartó, súlyos belpolitikai válsághoz vezetett |
| Függetlenségi Párt                   | „48-as”                             | 1874        | 1884        | 1874–1884 (ellenzék)                            | |
| Negyvennyolcas Függetlenségi Párt    | „48-as”                             | 1874        | 1884        | 1874–1884 (ellenzék)                            | |
| Országos Antiszemita Párt            | antiszemitizmus                     | 1883        | 1892        | 1884–1892 (ellenzék)                            | |
| Függetlenségi és Negyvennyolcas Párt | Klasszikus konzervativizmus „48-as” | 1884        | 1918        | 1884–1919 (ellenzék, 1905–1910 kormánypárt)     | |
| Magyarországi Szociáldemokrata Párt  | Szociáldemokrácia                   | 1890        | –           | –                                               | |
| Katolikus Néppárt                    | Keresztényszocializmus              | 1894        | 1918        | 1896–1918 (ellenzék, 1905–1910 kormánypárt)     | |
| Országos Alkotmánypárt               | Klasszikus liberalizmus „67-es”     | 1905 (1910) | 1910 (1918) | 1905–1910 (kormánypárt) 1913–1918 (kormánypárt) | |
| Nemzeti Munkapárt                    | Klasszikus liberalizmus „67-es”     | 1910        | 1918        | 1910–1918 (kormánypárt)                         | |
| Polgári Radikális Párt               | Polgári radikalizmus                | 1914        | 1919        | –                                               | |
| 48-as Alkotmánypárt                  | „67-es” Klasszikus konzervativizmus | 1918        | 1918        | 1918                                            | |

## A Horthy-korszak során
NAP Nemzet akarat pártja 
NPHM Nyilaskeresztes párt hungarista mozgalom